# Четверть марафон
Четвертьмарафон (англ. Quarter marathon) (QM) (также называется 1/4 марафона) — беговая дисциплина не являющаяся олимпийской. Иногда называется минимарафон.Представляет собой забег на дистанцию, вчетверо меньшую марафонской — ~10,5 км.Точная дистанция может немного отличаться в зависимости от организатора забега.

## О забеге
Бегуны считают четверть марафонской дистанции идеальной. Считается. что это сложная, но выполнимая дистанция, идеальная для начинающих стайеров. Опытные бегуны часто используют ее в качестве тренировочного забега. Большинство забегов проходит среди любителей, здесь нет никаких наград, чемпионатов или рекордов, что отличает его от профессиональных забегов/ Одним из преимуществ дистанции четвертьмарафонf является то, что ее можно преодолеть в относительно быстром темпе по сравнению с более длительными забегами. Соревнования в этой беговой дисциплине не ограничиваются забегами на шоссе в рамках марафонов и полумарафонов, проводятся трейлраннинг и виртуальные заезды на собственных условиях.
Нередко четвертьмарафоны проводятся в благотворительных целях.

## Известные четвертьмарафоны
Четвертьмарафоны проводятся по всему миру. Периодически в рамках больших марафонов. например, в Бангкоке. В Лондоне, в том числе известнейший забег London 10 000 Проходит минимарафон на 10 км и в рамках Московского марафона.

## См.также
- Бег по шоссе
- Полумарафон
- Марафон